# Minerva Motors
Minerva Motors, en francès Société Anonyme Minerva Motors, fou una empresa dedicada a la fabricació de vehicles que va destacar produint automòbils de luxe a principis del segle xx.
La companyia fou fundada pel belga Sylvain de Jong a Anvers el 1903, en un principi fabricant bicicletes i motocicletes. Posteriorment també començaria a fabricar automòbils i el 1911 Minerva Motors va esdevenir el fabricant de cotxes més important de Bèlgica.
Durant la Gran Depressió la companyia entraria en crisi i es reformaria com a Société Nouvelle Minerva a més a més, per intentar superar la situació, el 1936 es fusionaria amb la companyia Impéria. Poc després va esclatar la Segona Guerra Mundial i l'empresa va perdre la capacitat de produir cotxes propis. Durant la postguerra produiria vehicles Land Rover sota llicència per l'exèrcit belga fins a l'any 1953 i l'any 1958 es va dissoldre definitivament.

## Història
Sylvain de Jong va néixer a Amsterdam el 5 de gener de 1868. A l'edat de 13 anys es va mudar amb els seus pares i dos germans a Brussel·les d'on, després d'uns anys de treballar de periodista, es mudaria cap al Regne Unit per estudiar com fabricar bicicletes. El 1895 Sylvain i els seus germans van iniciar una fàbrica, que anomenaria Mercury, a Anvers per fabricar i reparar bicicletes.
Dos anys després, per culpa d'unes disputes amb la resta d'inversors, de Jong es veuria obligat a canviar de fàbrica, també a Anvers, i canviaria el nom a Minerva, en honor de la deessa romana, filla de Júpiter, patrona dels guerrers i del coneixement dels artesans i de la indústria.

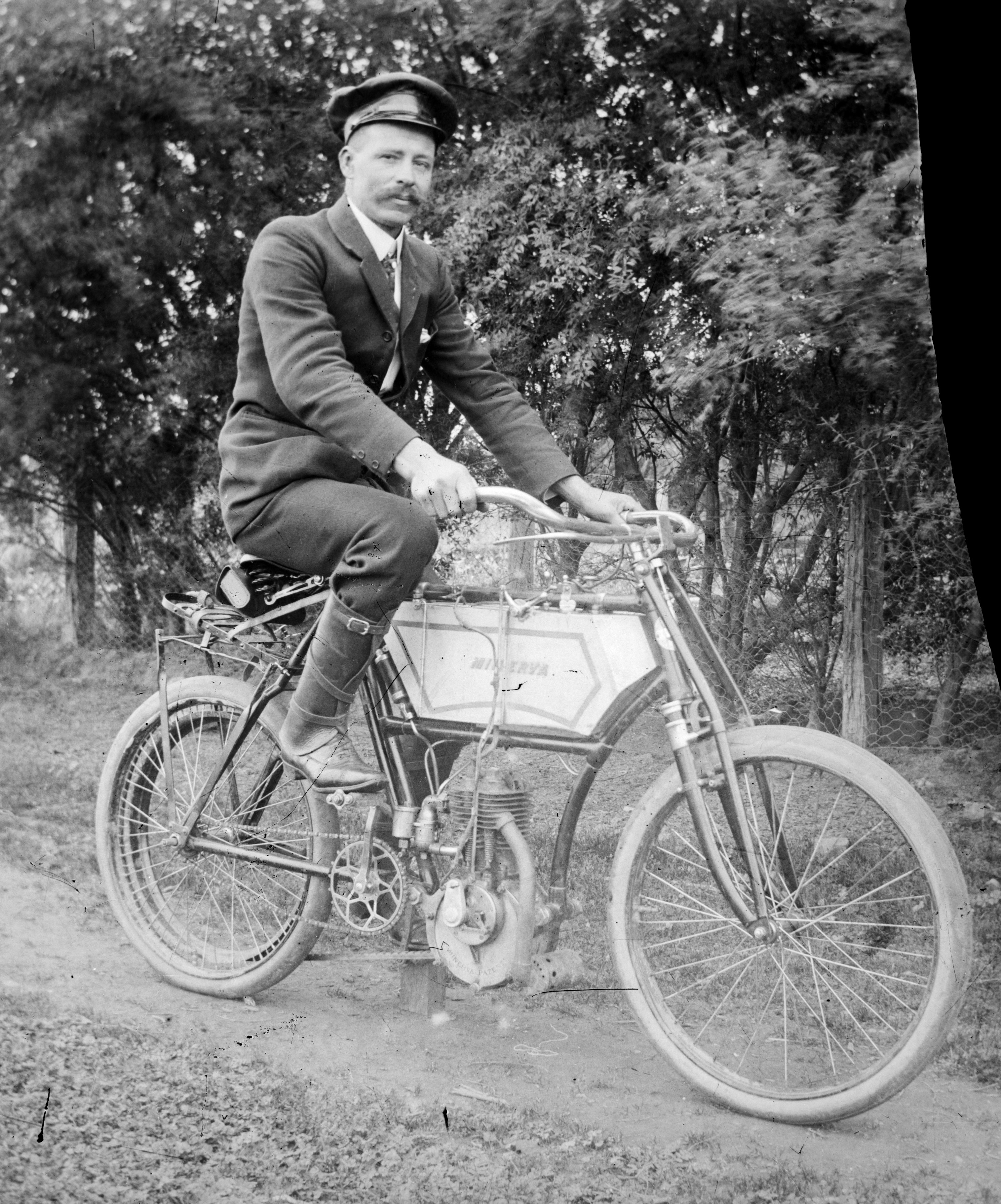
Una motocicleta Minerva a Mount Buffalo, Victòria, Austràlia fotografiada per Alice Manfield.

Amb unes bones vendes i anticipant un bon mercat per a vehicles a motor, el febrer de 1899, de Jong anunciaria que la companyia començaria a fabricar cotxes lleugers, voiturettes, i motocicletes.

### Els primers models
La producció de cotxes va començar el 1904 amb dos models:
- Un model de producció en sèrie, amb transmissió de metall i xassís de fusta, i disponible amb dos, tres o quatre cilindres.
- Un autocicle lleuger i més senzill.

El model de 8 litres guanyaria a la cursa des Ardennes del Circuit de Bèlgica l'any 1907.
Durant la primera dècada del segle XX el Regne Unit era el mercat més important per Minerva Motors, on Charles S Rolls feia de venedor del model de 2,9 litres i 14 CV. El preu de venda de l'autocicle de 636cc i pistó únic era de 105£, el més barat del mercat, seguit pels models dels Països Baixos i França.
El 1908 Minerva va obtenir la llicència per l'ús del motor Knight. Aquest motor, desenvolupat per l'estatunidenc Charles Yale Knight feia servir vàlvules de camisa en comptes de vàlvules de tija fent el motor molt més silenciós. Tots els cotxes Minerva posteriors farien servir aquest tipus de motor. Alguns dels clients d'aquests models serien els reis de Bèlgica, Suècia, Noruega i també Henry Ford.

### Període d'entreguerres

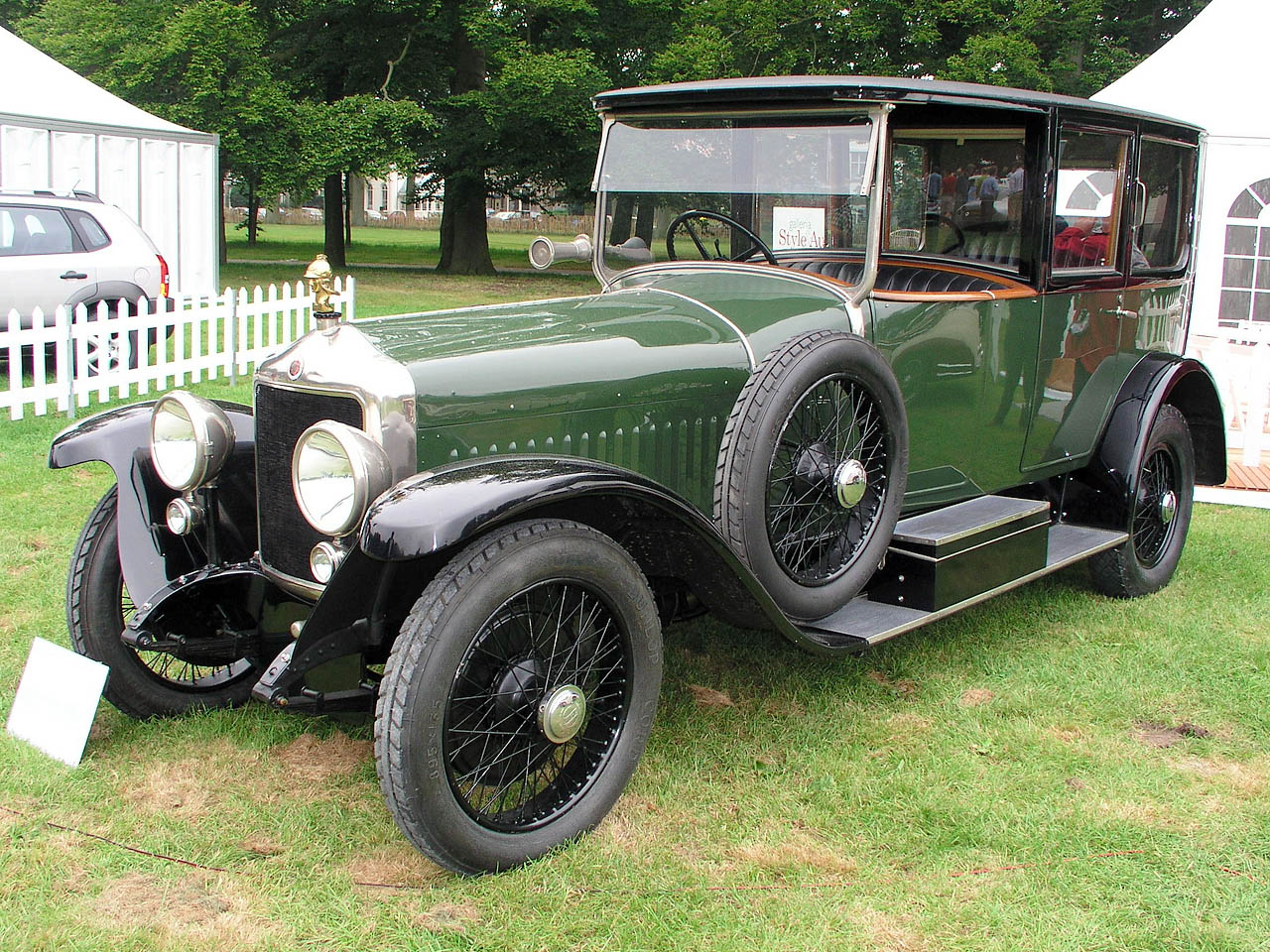
Un Minerva AC de 30 CV amb motor de 6 cilindres i 5355 cc.

Durant la Primera Guerra Mundial Sylvain de Jong i els seus enginyers van traslladar-se a Amsterdam per poder continuar fabricant parts. Acabat el conflicte tornarien a fabricar cotxes de luxe el 1920 amb dos models:
- Uns models amb motor de 20 CV i 4 cilindres de 3,6 L
- Un altre grup amb motors de 30 CV i 6 cilindres de 5,3 L.

Aviat els Minerva farien fortuna als Estats Units d'Amèrica, on cineastes, polítics i industrials començarien a comprar-ne models. Això es devia al fet que tenien una qualitat semblant als models Rolls-Royce però eren lleugerament més barats. El 1923 es van introduir models més petits, de 15 CV amb 4 cilindres i 2 L i de 20 CV amb 6 cilindres i 3,4 L.
A partir del 1927 es van substituir els motors de 30 CV amb motors AK de 6 L i també es van introduir nous motors de 2 L pels models 12-14. Els cotxes grans van continuar sent l'especialitat de Minerva i, l'any 1930, es va introduir el motor de vuit cilindres en línia de 6,6 L anomenat AL i el de 4 L anomenat AP. L'últim Minerva va ser el 2 L M4 de 1934 però no es va vendre gaire bé.
Amb la Gran Depressió la companyia es va reformar com a Société Nouvelle Minerva però el 1936 es va fusionar amb un altre fabricant de vehicles belga, Impéria. Els cotxes AP es van continuar fent fins a l'any 1938 i a partir de 1937 alguns models d'exportació a Anglaterra i França es marcarien com Minerva-Impérias.

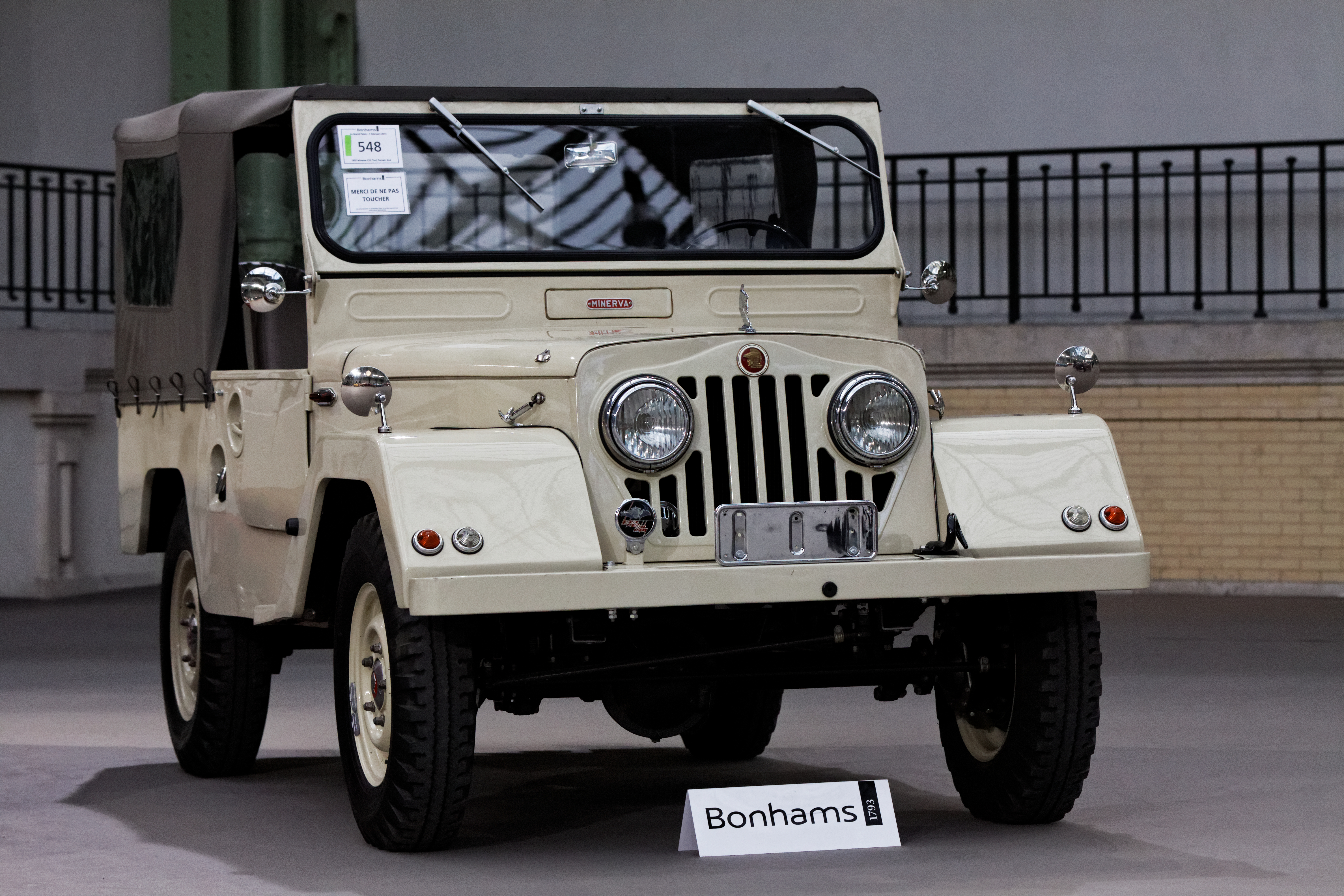
Un Minerva C22 de 1957 basat en un Land Rover.

### Fabricació de Land Rovers
Després de la Segona Guerra Mundial la companyia va perdre la capacitat de produir un cotxe propi i van començar a produir Land Rovers sota llicència per l'exèrcit belga fins a l'any 1953.
Tot i que es va planejar reentrar al mercat de producció de cotxes no es va passar de l'etapa de prototip i finalment es van descartar.
Durant aquesta etapa l'empresa tindria problemes per sobreviure fent el Land Rover amb motor Continental fins a l'any 1956 i, finalment, l'any 1958 es va dissoldre la companyia.